# (1456) Saldanha
Pour les articles homonymes, voir Saldanha (homonymie).
(1456) Saldanha est un astéroïde de la ceinture principale.

## Description
(1456) Saldanha est un astéroïde de la ceinture principale. Il fut découvert le 2 juillet 1937 à Johannesbourg par Cyril V. Jackson. Il présente une orbite caractérisée par un demi-grand axe de 3,21 UA, une excentricité de 0,22 et une inclinaison de 10,4° par rapport à l'écliptique.

## Nom
(1456) Saldanha a été nommé d'après le port, situé sur la baie de Saldagne en Afrique du Sud. Ce port fait partie désormais de la municipalité de Saldanha Bay. La citation de nommage correspondante et publiée le 1er février 1980 mentionne :

« Nommé d'après un port nouvellement développé sur la pointe sud-ouest de l'Afrique du Sud. »

— Minor Planet Circular 5182

## Compléments